# Agis II
Agis II (grekiska: Ἄγις), död 401 f.Kr., var kung av Sparta från ca 427 f.Kr., då han efterträdde sin far Archidamos II, och fram till sin död 401 f.Kr.
Han vann det första slaget vid Mantineia 418 f.Kr., och återställde därmed Spartas rykte. I det peloponnesiska krigens sista år förstörde hans styrkor snabbt Attika och han tog kontroll över Dekelea. 
Agis dog strax efter återkomsten från kriget mot Elis 401 f.Kr..